# Futebol Clube de Oliveira do Hospital
Maillots
Le Futebol Clube Oliveira do Hospital est un club de football portugais basé à Oliveira do Hospital qui joue actuellement en AF Coimbra.